# Clasificación para la Eurocopa 1988
Esta página describe el procedimiento de clasificación para la Eurocopa de 1988.

## Equipos clasificados
| Equipo           | Clasificado como | Fecha de clasificación  | Apariciones previas en el torneo |
| ---------------- | ---------------- | ----------------------- | -------------------------------- |
| Alemania Federal | Anfitrión        | 14 de marzo de 1985     | 4 ( 1972, 1976, 1980, 1984 )     |
| Dinamarca        | Grupo 6 ganador  | 14 de octubre de 1987   | 2 ( 1964, 1984 )                 |
| Unión Soviética  | Grupo 3 ganador  | 28 de octubre de 1987   | 4 ( 1960, 1964, 1968, 1972 )     |
| Inglaterra       | Grupo 4 ganador  | 11 de noviembre de 1987 | 2 ( 1968, 1980 )                 |
| Irlanda          | Grupo 7 ganador  | 11 de noviembre de 1987 | 0 (debut)                        |
| Italia           | Grupo 2 ganador  | 14 de noviembre de 1987 | 2 ( 1968, 1980 )                 |
| Países Bajos     | Grupo 5 ganador  | 9 de diciembre de 1987  | 2 ( 1976, 1980 )                 |
| España           | Grupo 1 ganador  | 18 de diciembre de 1987 | 3 ( 1964, 1980, 1984 )           |

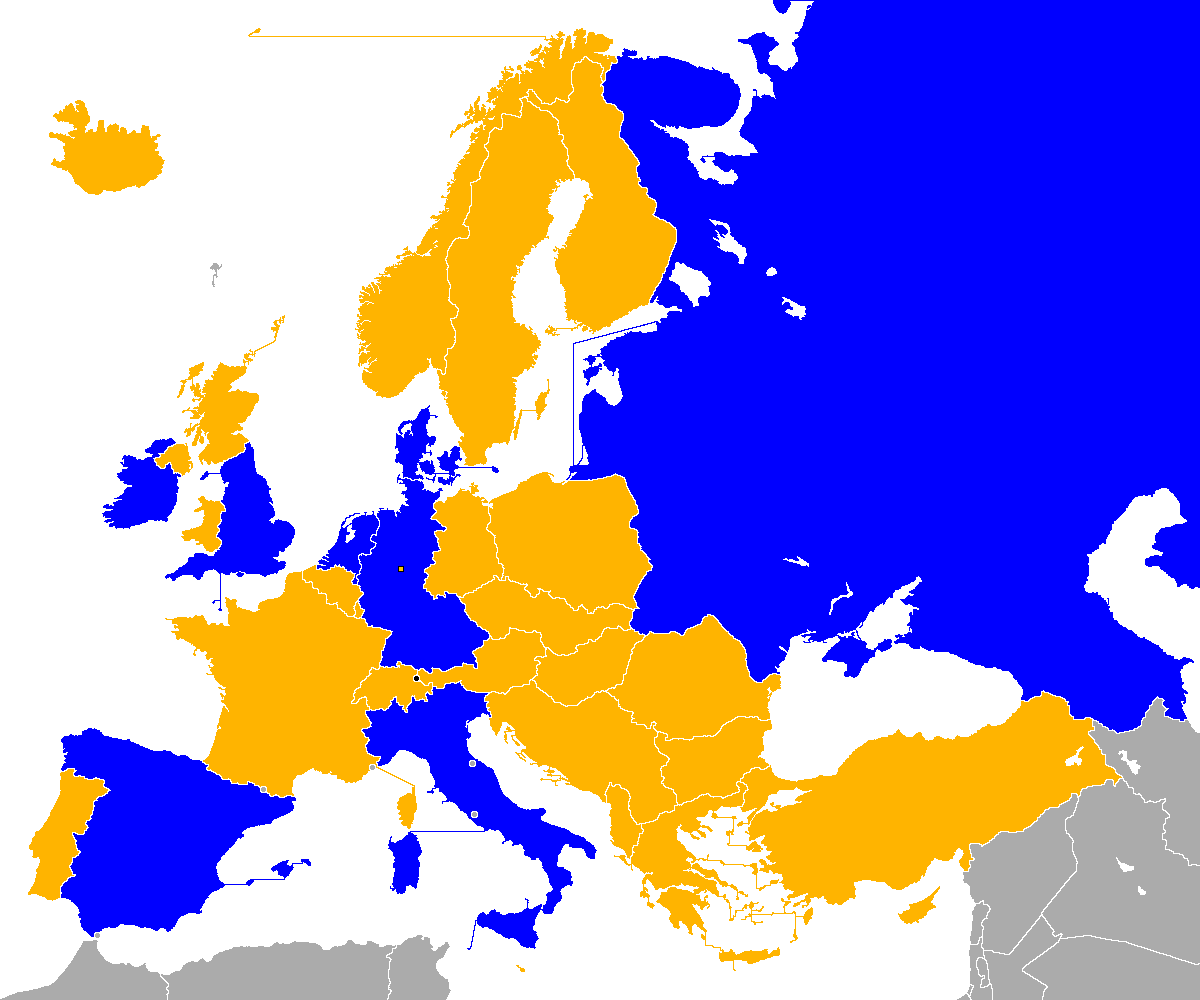
Clasificado
No clasificado
Sin participación
No es miembro UEFA

1.La negrita indica al equipo en cuestión como campeón de ese año y la cursiva señala que el país fue el organizador del torneo.

## Emparejamientos
| Grupo 1                                                           | Grupo 2                                                                 | Grupo 3                                                                      | Grupo 4                                                 | Grupo 5                          |
| ----------------------------------------------------------------- | ----------------------------------------------------------------------- | ---------------------------------------------------------------------------- | ------------------------------------------------------- | -------------------------------- |
| Francia Inglaterra Dinamarca España Países Bajos Portugal Bélgica | Unión Soviética Rumania Irlanda del Norte Suecia Hungría Gales Bulgaria | Austria Yugoslavia Checoslovaquia Alemania Democrática Polonia Suiza Irlanda | Escocia Grecia Noruega Finlandia Italia Turquía Albania | Islandia Malta Chipre Luxemburgo |

## Desempates
Si dos o más equipos terminan el último encuentro de su respectivo grupo con la misma puntuación, se recurre al siguiente sistema de desempate para determinar la clasificación final:
1. Mayor numero de puntos en todos los partidos del grupo
2. Diferencia de goles en todos los partidos del grupo
3. Mayor número de goles en todos los partidos del grupo
4. Sorteo aleatorio

## Grupos
El sorteo de clasificación tuvo lugar el 14 de febrero de 1986, en Frankfurt. Alemania federal fue clasificada automáticamente como anfitriona de la competición, la cual contó con 32 equipos mas para el sorteo inicial.
Los 32 equipos clasificados se dividieron en siete grupos; tres de cuatro equipos y cuatro de cinco. Los partidos de la fase de grupos clasificatoria se jugaron en 1986 y 1987, dando lugar a siete cabezas de grupo que avanzaron a la siguiente fase eliminatoria.

### Grupo 1
| Pos | Equipo  | Pld | W | D | L | GF | GA | GD  | Pts | Clasificación                    |     | Spain | Romania | Austria | Albania |
| --- | ------- | --- | - | - | - | -- | -- | --- | --- | -------------------------------- | --- | ----- | ------- | ------- | ------- |
| 1   | España  | 6   | 5 | 0 | 1 | 14 | 6  | +8  | 10  | Clasificado para el torneo final |     | —     | 1–0     | 2–0     | 5–0     |
| 2   | Rumania | 6   | 4 | 1 | 1 | 13 | 3  | +10 | 9   |                                  |     | 3–1   | —       | 4–0     | 5–1     |
| 3   | Austria | 6   | 2 | 1 | 3 | 6  | 9  | −3  | 5   |                                  | 2–3 | 0–0   | —       | 3–0     |         |
| 4   | Albania | 6   | 0 | 0 | 6 | 2  | 17 | −15 | 0   |                                  | 1–2 | 0–1   | 0–1     | —       |         |

### Detalle de partidos
| 10 de septiembre de 1986 | Rumania                                                       | 4:0 (1:0) | Austria | Stadionul Ghencea, Bucarest, Rumania                      |                                                           |
|                          | Ştefan Iovan 44' 64' · Marius Lăcătuș 61' · Gheorghe Hagi 90' |           |         | Asistencia: 13.611 espectadores Árbitro(s): Gérard Biguet | Asistencia: 13.611 espectadores Árbitro(s): Gérard Biguet |

| 15 de octubre de 1986 | Austria                                                       | 3:0 (1:0) | Albania | Stadion Liebenau, Graz, Austria                          |                                                          |
|                       | Andreas Ogris 18' · Anton Polster 66' · Manfred Linzmaier 77' |           |         | Asistencia: 5.456 espectadores Árbitro(s): Klaus Peschel | Asistencia: 5.456 espectadores Árbitro(s): Klaus Peschel |

| 12 de noviembre de 1986 | España              | 1:0 (0:0) | Rumania | Estadio Benito Villamarín, Sevilla, España             |                                                        |
|                         | Míchel González 57' |           |         | Asistencia: 41.884 espectadores Árbitro(s): Jan Keizer | Asistencia: 41.884 espectadores Árbitro(s): Jan Keizer |

| 3 de diciembre de 1986 | Albania           | 1:2 (1:0) | España                                       | Estadio Qemal Stafa, Tirana, Albania                    |                                                         |
|                        | Shkëlqim Muça 27' |           | 67' Juan Carlos Arteche · 84' Joaquín Alonso | Asistencia: 18.900 espectadores Árbitro(s): Antal Hutak | Asistencia: 18.900 espectadores Árbitro(s): Antal Hutak |

| 25 de marzo de 1987 | Rumania                                                                             | 5:1 (3:1) | Albania          | Stadionul Ghencea, Bucarest, Rumania                            |                                                                 |
|                     | Victor Pițurcă 2' · László Bölöni 42' · Gheorghe Hagi 44' 54' · Adrian Bumbescu 70' |           | 35' Sokol Kushta | Asistencia: 6.154 espectadores Árbitro(s): José Rosa dos Santos | Asistencia: 6.154 espectadores Árbitro(s): José Rosa dos Santos |

| 1 de abril de 1987 | Austria                                   | 2:3 (1:1) | España                                 | Estadio Ernst Happel, Viena, Austria                     |                                                          |
|                    | Manfred Linzmaier 38' · Anton Polster 63' |           | 30' 57' Eloy Olaya · 89' Lobo Carrasco | Asistencia: 31.342 espectadores Árbitro(s): Bruno Galler | Asistencia: 31.342 espectadores Árbitro(s): Bruno Galler |

| 29 de abril de 1987 | Albania | 0:1 (0:1) | Austria          | Estadio Qemal Stafa, Tirana, Albania                              |                                                                   |
|                     |         |           | 8' Anton Polster | Asistencia: 17.250 espectadores Árbitro(s): Gerassimos Germanakos | Asistencia: 17.250 espectadores Árbitro(s): Gerassimos Germanakos |

| 29 de abril de 1987 | Rumania                                                       | 3:1 (2:0) | España            | Stadionul Ghencea, Bucarest, Rumania                      |                                                           |
|                     | Victor Pițurcă 38' · Dorin Mateuț 45' · Nicolae Ungureanu 48' |           | 81' Ramón Calderé | Asistencia: 30.000 espectadores Árbitro(s): Alexis Ponnet | Asistencia: 30.000 espectadores Árbitro(s): Alexis Ponnet |

| 14 de octubre de 1987 | España                                   | 2:0 (0:0) | Austria | Estadio Ramón Sánchez-Pizjuán, Sevilla, España           |                                                          |
|                       | Míchel González 58' · Manolo Sanchís 64' |           |         | Asistencia: 57.477 espectadores Árbitro(s): Joël Quiniou | Asistencia: 57.477 espectadores Árbitro(s): Joël Quiniou |

| 28 de octubre de 1987 | Albania | 0:1 (0:0) | Rumania           | Estadio Flamurtari, Vlorë, Albania                            |                                                               |
|                       |         |           | 61' Michael Klein | Asistencia: 8.480 espectadores Árbitro(s): Ignace van Swieten | Asistencia: 8.480 espectadores Árbitro(s): Ignace van Swieten |

| 18 de noviembre de 1987 | Austria | 0:0 (0:0) | Rumania | Estadio Ernst Happel, Viena, Austria                        |  |
|                         |         |           |         | Asistencia: 4.120 espectadores Árbitro(s): Rosario Lo Bello |  |

| 18 de noviembre de 1987 | España                                                                | 5:0 (3:0) | Albania | Estadio Benito Villamarín, Sevilla, España                     |                                                                |
|                         | José Mari Bakero 5' 31' 74' · Míchel González 36' · Paco Llorente 67' |           |         | Asistencia: 45.299 espectadores Árbitro(s): Kurt Röthlisberger | Asistencia: 45.299 espectadores Árbitro(s): Kurt Röthlisberger |

### Grupo 2
| Pos | Equipo   | Pld | W | D | L | GF | GA | GD  | Pts | Clasificación                    |     | Bandera de Italia | Sweden | Portugal | Switzerland | Malta |
| --- | -------- | --- | - | - | - | -- | -- | --- | --- | -------------------------------- | --- | ----------------- | ------ | -------- | ----------- | ----- |
| 1   | Italia   | 8   | 6 | 1 | 1 | 16 | 4  | +12 | 13  | Clasificado para el torneo final |     | —                 | 2–1    | 3–0      | 3–2         | 5–0   |
| 2   | Suecia   | 8   | 4 | 2 | 2 | 12 | 5  | +7  | 10  |                                  |     | 1–0               | —      | 0–1      | 2–0         | 1–0   |
| 3   | Portugal | 8   | 2 | 4 | 2 | 6  | 8  | −2  | 8   |                                  | 0–1 | 1–1               | —      | 0–0      | 2–2         |       |
| 4   | Suiza    | 8   | 1 | 5 | 2 | 9  | 9  | 0   | 7   |                                  | 0–0 | 1–1               | 1–1    | —        | 4–1         |       |
| 5   | Malta    | 8   | 0 | 2 | 6 | 4  | 21 | −17 | 2   |                                  | 0–2 | 0–5               | 0–1    | 1–1      | —           |       |

### Detalle de partidos
| 24 de septiembre de 1986 | Suecia                 | 2:0 (1:0) | Suiza | Estadio Råsunda, Estocolmo, Suecia                           |                                                              |
|                          | Johnny Ekström 20' 80' |           |       | Asistencia: 27.751 espectadores Árbitro(s): Vojtech Christov | Asistencia: 27.751 espectadores Árbitro(s): Vojtech Christov |

| 12 de octubre de 1986 | Portugal        | 1:1 (0:0) | Suecia              | Estadio Nacional do Jamor, Lisboa, Portugal               |                                                           |
|                       | José Coelho 66' |           | 52' Glenn Strömberg | Asistencia: 19.775 espectadores Árbitro(s): Keith Hackett | Asistencia: 19.775 espectadores Árbitro(s): Keith Hackett |

| 29 de octubre de 1986 | Suiza            | 1:1 (1:0) | Portugal             | Wankdorfstadion, Berna, Suiza                                 |                                                               |
|                       | Georges Bregy 6' |           | 85' Manuel Fernandes | Asistencia: 8.500 espectadores Árbitro(s): Siegfried Kirschen | Asistencia: 8.500 espectadores Árbitro(s): Siegfried Kirschen |

| 15 de noviembre de 1986 | Italia                                             | 3:2 (1:1) | Suiza                                    | Estadio Giuseppe Meazza, Milán, Italia                       |                                                              |
|                         | Roberto Donadoni 1' · Alessandro Altobelli 52' 85' |           | 31' Jean-Paul Brigger · 88' Martin Weber | Asistencia: 67.422 espectadores Árbitro(s): Aron Schmidhuber | Asistencia: 67.422 espectadores Árbitro(s): Aron Schmidhuber |

| 16 de noviembre de 1986 | Malta | 0:5 (0:1) | Suecia                                                                               | Estadio Nacional Ta' Qali, Ta' Qali, Malta                |                                                           |
|                         |       |           | 38' Glenn Hysén · 67' Mats Magnusson · 69' Stig Fredriksson · 82' 84' Johnny Ekström | Asistencia: 8.311 espectadores Árbitro(s): Lajos Hartmann | Asistencia: 8.311 espectadores Árbitro(s): Lajos Hartmann |

| 6 de diciembre de 1986 | Malta | 0:2 (0:2) | Italia                                        | Estadio Nacional Ta' Qali, Ta' Qali, Malta             |                                                        |
|                        |       |           | 12' Riccardo Ferri · 19' Alessandro Altobelli | Asistencia: 13.191 espectadores Árbitro(s): Ihsan Türe | Asistencia: 13.191 espectadores Árbitro(s): Ihsan Türe |

| 24 de enero de 1987 | Italia                                                                                        | 5:0 (5:0) | Malta | Estadio Atleti Azzurri d'Italia, Bérgamo, Italia                    |                                                                     |
|                     | Salvatore Bagni 4' · Giuseppe Bergomi 9' · Alessandro Altobelli 24' 35' · Gianluca Vialli 45' |           |       | Asistencia: 32.370 espectadores Árbitro(s): Stephanos Hadjistefanou | Asistencia: 32.370 espectadores Árbitro(s): Stephanos Hadjistefanou |

| 14 de febrero de 1987 | Portugal | 0:1 (0:1) | Italia                   | Estadio Nacional do Jamor, Lisboa, Portugal                |                                                            |
|                       |          |           | 40' Alessandro Altobelli | Asistencia: 14.195 espectadores Árbitro(s): Michel Vautrot | Asistencia: 14.195 espectadores Árbitro(s): Michel Vautrot |

| 29 de marzo de 1987 | Portugal              | 2:2 (1:1) | Malta                                  | Estadio dos Barreiros, Funchal, Portugal                  |                                                           |
|                     | Jorge Plácido 11' 77' |           | 23' Dennis Mizzi · 68' Carmel Busuttil | Asistencia: 12.000 espectadores Árbitro(s): John Kinsella | Asistencia: 12.000 espectadores Árbitro(s): John Kinsella |

| 15 de abril de 1987 | Suiza                                     | 4:1 (3:0) | Malta               | Stade de la Maladière, Neuchâtel, Suiza                   |                                                           |
|                     | André Egli 5' · Georges Bregy 16' 38' 87' |           | 71' Carmel Busuttil | Asistencia: 5.400 espectadores Árbitro(s): Roger Philippi | Asistencia: 5.400 espectadores Árbitro(s): Roger Philippi |

| 24 de mayo de 1987 | Suecia             | 1:0 (1:0) | Malta | Estadio Ullevi, Gotemburgo, Suecia                    |                                                       |
|                    | Johnny Ekström 13' |           |       | Asistencia: 16.165 espectadores Árbitro(s): Kaj Natri | Asistencia: 16.165 espectadores Árbitro(s): Kaj Natri |

| 3 de junio de 1987 | Suecia            | 1:0 (1:0) | Italia | Estadio Råsunda, Estocolmo, Suecia                       |                                                          |
|                    | Peter Larsson 25' |           |        | Asistencia: 40.070 espectadores Árbitro(s): Dieter Pauly | Asistencia: 40.070 espectadores Árbitro(s): Dieter Pauly |

| 17 de junio de 1987 | Suiza           | 1:1 (0:0) | Suecia             | Stade Olympique de la Pontaise, Lausana, Suiza           |                                                          |
|                     | Andy Halter 57' |           | 60' Johnny Ekström | Asistencia: 7.000 espectadores Árbitro(s): Gerard Geurds | Asistencia: 7.000 espectadores Árbitro(s): Gerard Geurds |

| 23 de septiembre de 1987 | Suecia | 0:1 (0:1) | Portugal           | Estadio Råsunda, Estocolmo, Suecia                         |                                                            |
|                          |        |           | 34' Fernando Gomes | Asistencia: 28.916 espectadores Árbitro(s): Valeri Butenko | Asistencia: 28.916 espectadores Árbitro(s): Valeri Butenko |

| 17 de octubre de 1987 | Suiza | 0:0 (0:0) | Italia | Wankdorfstadion, Berna, Suiza                                     |  |
|                       |       |           |        | Asistencia: 29.397 espectadores Árbitro(s): Marcel Van Langenhove |  |

| 11 de noviembre de 1987 | Portugal | 0:0 (0:0) | Suiza | Estádio das Antas, Oporto, Portugal                     |  |
|                         |          |           |       | Asistencia: 3.632 espectadores Árbitro(s): Lajos Nemeth |  |

| 14 de noviembre de 1987 | Italia                  | 2:1 (1:1) | Suecia            | Stadio San Paolo, Nápoles, Italia                        |                                                          |
|                         | Gianluca Vialli 27' 47' |           | 38' Peter Larsson | Asistencia: 59.046 espectadores Árbitro(s): Adolf Prokop | Asistencia: 59.046 espectadores Árbitro(s): Adolf Prokop |

| 15 de noviembre de 1987 | Malta               | 1:1 (0:1) | Suiza                 | Estadio Nacional Ta' Qali, Ta' Qali, Malta                      |                                                                 |
|                         | Carmel Busuttil 89' |           | 2' Hans-Peter Zwicker | Asistencia: 7.112 espectadores Árbitro(s): Georgios Koukoulakis | Asistencia: 7.112 espectadores Árbitro(s): Georgios Koukoulakis |

| 5 de diciembre de 1987 | Italia                                                             | 3:0 (1:0) | Portugal | Estadio Giuseppe Meazza, Milán, Italia                 |                                                        |
|                        | Gianluca Vialli 8' · Giuseppe Giannini 87' · Luigi De Agostini 89' |           |          | Asistencia: 13.524 espectadores Árbitro(s): Jan Keizer | Asistencia: 13.524 espectadores Árbitro(s): Jan Keizer |

| 20 de diciembre de 1987 | Malta | 0:1 (0:0) | Portugal           | Estadio Nacional Ta' Qali, Ta' Qali, Malta                   |                                                              |
|                         |       |           | 74' Frederico Rosa | Asistencia: 5.651 espectadores Árbitro(s): Hubert Forstinger | Asistencia: 5.651 espectadores Árbitro(s): Hubert Forstinger |

### Grupo 3
| Pos | Equipo               | Pld | W | D | L | GF | GA | GD  | Pts | Clasificación                    |     | Soviet Union | East Germany | France | Iceland | Norway |
| --- | -------------------- | --- | - | - | - | -- | -- | --- | --- | -------------------------------- | --- | ------------ | ------------ | ------ | ------- | ------ |
| 1   | Unión Soviética      | 8   | 5 | 3 | 0 | 14 | 3  | +11 | 13  | Clasificado para el torneo final |     | —            | 2–0          | 1–1    | 2–0     | 4–0    |
| 2   | Alemania Democrática | 8   | 4 | 3 | 1 | 13 | 4  | +9  | 11  |                                  |     | 1–1          | —            | 0–0    | 2–0     | 3–1    |
| 3   | Francia              | 8   | 1 | 4 | 3 | 4  | 7  | −3  | 6   |                                  | 0–2 | 0–1          | —            | 2–0    | 1–1     |        |
| 4   | Islandia             | 8   | 2 | 2 | 4 | 4  | 14 | −10 | 6   |                                  | 1–1 | 0–6          | 0–0          | —      | 2–1     |        |
| 5   | Noruega              | 8   | 1 | 2 | 5 | 5  | 12 | −7  | 4   |                                  | 0–1 | 0–0          | 2–0          | 0–1    | —       |        |

### Detalle de partidos
| 10 de septiembre de 1986 | Islandia | 0:0 (0:0) | Francia | Laugardalsvöllur, Reikiavik, Islandia                     |  |
|                          |          |           |         | Asistencia: 13.758 espectadores Árbitro(s): Alan Ferguson |  |

| 24 de septiembre de 1986 | Islandia             | 1:1 (1:1) | Unión Soviética         | Laugardalsvöllur, Reikiavik, Islandia                             |                                                                   |
|                          | Arnór Guðjohnsen 30' |           | 44' Tengiz Sulakvelidze | Asistencia: 6.370 espectadores Árbitro(s): Karl-Josef Assenmacher | Asistencia: 6.370 espectadores Árbitro(s): Karl-Josef Assenmacher |

| 24 de septiembre de 1986 | Noruega | 0:0 (0:0) | Alemania Democrática | Ullevaal Stadion, Oslo, Noruega                           |  |
|                          |         |           |                      | Asistencia: 10.142 espectadores Árbitro(s): Egbert Mulder |  |

| 11 de octubre de 1986 | Francia | 0:2 (0:0) | Unión Soviética                    | Parque de los Príncipes, París, Francia                   |                                                           |
|                       |         |           | 67' Ígor Belánov · 73' Vasili Rats | Asistencia: 40.496 espectadores Árbitro(s): Paolo Casarin | Asistencia: 40.496 espectadores Árbitro(s): Paolo Casarin |

| 29 de octubre de 1986 | Alemania Democrática              | 2:0 (1:0) | Islandia | Stadion an der Gellertstraße, Karl-Marx-Stadt, Alemania Dem. |                                                            |
|                       | Andreas Thom 4' · Ulf Kirsten 89' |           |          | Asistencia: 15.000 espectadores Árbitro(s): Zoran Petrović   | Asistencia: 15.000 espectadores Árbitro(s): Zoran Petrović |

| 29 de octubre de 1986 | Unión Soviética                                                                       | 4:0 (3:0) | Noruega | Estadio Lokomotiv, Simferópol, Unión Soviética          |                                                         |
|                       | Guennadi Litóvchenko 26' · Ígor Belánov 28' · Oleg Blojín 33' · Vaguiz Jidiatulin 54' |           |         | Asistencia: 26.314 espectadores Árbitro(s): Howard King | Asistencia: 26.314 espectadores Árbitro(s): Howard King |

| 19 de noviembre de 1986 | Alemania Democrática | 0:0 (0:0) | Francia | Zentralstadion, Leipzig, Alemania Democrática               |  |
|                         |                      |           |         | Asistencia: 54.578 espectadores Árbitro(s): George Courtney |  |

| 29 de abril de 1987 | Unión Soviética                          | 2:0 (1:0) | Alemania Democrática | Estadio Republicano, Kiev, Unión Soviética                   |                                                              |
|                     | Aleksandr Zavárov 41' · Ígor Belánov 49' |           |                      | Asistencia: 76.405 espectadores Árbitro(s): Erik Fredriksson | Asistencia: 76.405 espectadores Árbitro(s): Erik Fredriksson |

| 29 de abril de 1987 | Francia                                    | 2:0 (1:0) | Islandia | Parque de los Príncipes, París, Francia                        |                                                                |
|                     | Carmelo Micciche 38' · Yannick Stopyra 65' |           |          | Asistencia: 27.732 espectadores Árbitro(s): Frederick McKnight | Asistencia: 27.732 espectadores Árbitro(s): Frederick McKnight |

| 3 de junio de 1987 | Noruega | 0:1 (0:1) | Unión Soviética       | Ullevaal Stadion, Oslo, Noruega                                   |                                                                   |
|                    |         |           | 15' Aleksandr Zavárov | Asistencia: 10.473 espectadores Árbitro(s): Marcel Van Langenhove | Asistencia: 10.473 espectadores Árbitro(s): Marcel Van Langenhove |

| 3 de junio de 1987 | Islandia | 0:6 (0:2) | Alemania Democrática                                                                | Laugardalsvöllur, Reikiavik, Islandia                            |                                                                  |
|                    |          |           | 15' Ralf Minge · 37' 67' 89' Andreas Thom · 49' Thomas Doll · 84' Matthias Döschner | Asistencia: 8.758 espectadores Árbitro(s): Henning Lund-Sørensen | Asistencia: 8.758 espectadores Árbitro(s): Henning Lund-Sørensen |

| 16 de junio de 1987 | Noruega                                  | 2:0 (0:0) | Francia | Ullevaal Stadion, Oslo, Noruega                           |                                                           |
|                     | Per Edmund Mordt 71' · Jørn Andersen 80' |           |         | Asistencia: 8.268 espectadores Árbitro(s): Werner Föckler | Asistencia: 8.268 espectadores Árbitro(s): Werner Föckler |

| 9 de septiembre de 1987 | Unión Soviética           | 1:1 (0:1) | Francia        | Estadio Olímpico Luzhnikí, Moscú, Unión Soviética                 |                                                                   |
|                         | Alekséi Mijailichenko 77' |           | 13' José Touré | Asistencia: 86.048 espectadores Árbitro(s): Gerassimos Germanakos | Asistencia: 86.048 espectadores Árbitro(s): Gerassimos Germanakos |

| 9 de septiembre de 1987 | Islandia                                | 2:1 (1:1) | Noruega           | Laugardalsvöllur, Reikiavik, Islandia                      |                                                            |
|                         | Pétur Pétursson 21' · Pétur Ormslev 59' |           | 10' Jørn Andersen | Asistencia: 5.450 espectadores Árbitro(s): Wilfred Wallace | Asistencia: 5.450 espectadores Árbitro(s): Wilfred Wallace |

| 23 de septiembre de 1987 | Noruega | 0:1 (0:1) | Islandia            | Ullevaal Stadion, Oslo, Noruega                           |                                                           |
|                          |         |           | 31' Atli Eðvaldsson | Asistencia: 3.540 espectadores Árbitro(s): Håkan Lundgren | Asistencia: 3.540 espectadores Árbitro(s): Håkan Lundgren |

| 10 de octubre de 1987 | Alemania Democrática | 1:1 (1:0) | Unión Soviética       | Jahnsportpark, Berlín Este, Alemania Dem.                 |                                                           |
|                       | Ulf Kirsten 44'      |           | 80' Serguéi Aléinikov | Asistencia: 18.894 espectadores Árbitro(s): Dušan Krchnak | Asistencia: 18.894 espectadores Árbitro(s): Dušan Krchnak |

| 14 de octubre de 1987 | Francia              | 1:1 (0:0) | Noruega        | Parque de los Príncipes, París, Francia                          |                                                                  |
|                       | Philippe Fargeon 55' |           | 80' Tom Sundby | Asistencia: 31.091 espectadores Árbitro(s): Joaquín Ramos Marcos | Asistencia: 31.091 espectadores Árbitro(s): Joaquín Ramos Marcos |

| 28 de octubre de 1987 | Alemania Democrática                   | 3:1 (2:1) | Noruega                    | Ernst-Grube-Stadion, Magdeburgo, Alemania Dem.             |                                                            |
|                       | Ulf Kirsten 14' 54' · Andreas Thom 33' |           | 32' Jan Kristian Fjærestad | Asistencia: 8.213 espectadores Árbitro(s): Friedrich Kaupe | Asistencia: 8.213 espectadores Árbitro(s): Friedrich Kaupe |

| 28 de octubre de 1987 | Unión Soviética                      | 2:0 (1:0) | Islandia | Estadio Lokomotiv, Simferópol, Unión Soviética                 |                                                                |
|                       | Ígor Belánov 15' · Oleg Protásov 52' |           |          | Asistencia: 22.136 espectadores Árbitro(s): Michał Listkiewicz | Asistencia: 22.136 espectadores Árbitro(s): Michał Listkiewicz |

| 18 de noviembre de 1987 | Francia | 0:1 (0:0) | Alemania Democrática | Parque de los Príncipes, París, Francia                          |                                                                  |
|                         |         |           | 90' Rainer Ernst     | Asistencia: 16.581 espectadores Árbitro(s): Carlos Silva Valente | Asistencia: 16.581 espectadores Árbitro(s): Carlos Silva Valente |

### Grupo 4
| Pos | Equipo            | Pld | W | D | L | GF | GA | GD  | Pts | Clasificación                    |     | England | Socialist Federal Republic of Yugoslavia | Northern Ireland | Turkey |
| --- | ----------------- | --- | - | - | - | -- | -- | --- | --- | -------------------------------- | --- | ------- | ---------------------------------------- | ---------------- | ------ |
| 1   | Inglaterra        | 6   | 5 | 1 | 0 | 19 | 1  | +18 | 11  | Clasificado para el torneo final |     | —       | 2–0                                      | 3–0              | 8–0    |
| 2   | Yugoslavia        | 6   | 4 | 0 | 2 | 13 | 9  | +4  | 8   |                                  |     | 1–4     | —                                        | 3–0              | 4–0    |
| 3   | Irlanda del Norte | 6   | 1 | 1 | 4 | 2  | 10 | −8  | 3   |                                  | 0–2 | 1–2     | —                                        | 1–0              |        |
| 4   | Turquía           | 6   | 0 | 2 | 4 | 2  | 16 | −14 | 2   |                                  | 0–0 | 2–3     | 0–0                                      | —                |        |

### Detalle de partidos
| 15 de octubre de 1986 | Inglaterra                              | 3:0 (1:0) | Irlanda del Norte | Estadio de Wembley, Londres, Inglaterra                        |                                                                |
|                       | Gary Lineker 33' 80' · Chris Waddle 75' |           |                   | Asistencia: 35.304 espectadores Árbitro(s): Alphonse Costantin | Asistencia: 35.304 espectadores Árbitro(s): Alphonse Costantin |

| 29 de octubre de 1986 | Yugoslavia                                       | 4:0 (2:0) | Turquía | Estadio Poljud, Split, Yugoslavia                        |                                                          |
|                       | Zlatko Vujović 25' 33' 83' · Dejan Savićević 73' |           |         | Asistencia: 11.270 espectadores Árbitro(s): Carlo Longhi | Asistencia: 11.270 espectadores Árbitro(s): Carlo Longhi |

| 12 de noviembre de 1986 | Turquía | 0:0 (0:0) | Irlanda del Norte | Estadio Izmir Alsancak, Esmirna, Turquía                        |  |
|                         |         |           |                   | Asistencia: 21.919 espectadores Árbitro(s): Ștefan Dan Petrescu |  |

| 12 de noviembre de 1986 | Inglaterra                          | 2:0 (1:0) | Yugoslavia | Estadio de Wembley, Londres, Inglaterra                  |                                                          |
|                         | Gary Mabbutt 21' · Viv Anderson 57' |           |            | Asistencia: 60.000 espectadores Árbitro(s): Franz Wöhrer | Asistencia: 60.000 espectadores Árbitro(s): Franz Wöhrer |

| 1 de abril de 1987 | Irlanda del Norte | 0:2 (0:2) | Inglaterra                         | Windsor Park, Belfast, Irlanda del Norte                           |                                                                    |
|                    |                   |           | 19' Steve Hodge · 42' Chris Waddle | Asistencia: 20.578 espectadores Árbitro(s): Emilio Soriano Aladrén | Asistencia: 20.578 espectadores Árbitro(s): Emilio Soriano Aladrén |

| 29 de abril de 1987 | Turquía | 0:0 (0:0) | Inglaterra | Estadio Izmir Alsancak, Esmirna, Turquía                   |  |
|                     |         |           |            | Asistencia: 16.017 espectadores Árbitro(s): Valeri Butenko |  |

| 29 de abril de 1987 | Irlanda del Norte | 1:2 (1:0) | Yugoslavia                                | Windsor Park, Belfast, Irlanda del Norte                  |                                                           |
|                     | Colin Clarke 40'  |           | 47' Dragan Stojković · 80' Zlatko Vujović | Asistencia: 5.482 espectadores Árbitro(s): Werner Föckler | Asistencia: 5.482 espectadores Árbitro(s): Werner Föckler |

| 14 de octubre de 1987 | Yugoslavia                                  | 3:0 (2:0) | Irlanda del Norte | Estadio Grbavica, Sarajevo, Yugoslavia                    |                                                           |
|                       | Fadil Vokrri 12' 34' · Faruk Hadžibegić 74' |           |                   | Asistencia: 14.075 espectadores Árbitro(s): Klaus Peschel | Asistencia: 14.075 espectadores Árbitro(s): Klaus Peschel |

| 14 de octubre de 1987 | Inglaterra                                                                                            | 8:0 (4:0) | Turquía | Estadio de Wembley, Londres, Inglaterra                   |                                                           |
|                       | John Barnes 1' 28' · Gary Lineker 8' 42' 71' · Bryan Robson 59' · Peter Beardsley 62' · Neil Webb 88' |           |         | Asistencia: 45.528 espectadores Árbitro(s): Albert Thomas | Asistencia: 45.528 espectadores Árbitro(s): Albert Thomas |

| 11 de noviembre de 1987 | Yugoslavia         | 1:4 (0:4) | Inglaterra                                                               | Estadio Estrella Roja, Belgrado, Yugoslavia                |                                                            |
|                         | Srečko Katanec 80' |           | 3' Peter Beardsley · 17' John Barnes · 20' Bryan Robson · 25' Tony Adams | Asistencia: 49.744 espectadores Árbitro(s): Michel Vautrot | Asistencia: 49.744 espectadores Árbitro(s): Michel Vautrot |

| 11 de noviembre de 1987 | Irlanda del Norte      | 1:0 (0:0) | Turquía | Windsor Park, Belfast, Irlanda del Norte                   |                                                            |
|                         | James Martin Quinn 47' |           |         | Asistencia: 3.931 espectadores Árbitro(s): Peter Mikkelsen | Asistencia: 3.931 espectadores Árbitro(s): Peter Mikkelsen |

| 16 de diciembre de 1987 | Turquía                              | 2:3 (0:2) | Yugoslavia                                                        | Estadio Izmir Alsancak, Esmirna, Turquía                |                                                         |
|                         | Yusuf Altıntaş 68' · Feyyaz Uçar 73' |           | 5' Ljubomir Radanović · 40' Srečko Katanec · 54' Faruk Hadžibegić | Asistencia: 4.657 espectadores Árbitro(s): Bruno Galler | Asistencia: 4.657 espectadores Árbitro(s): Bruno Galler |

### Grupo 5
| Pos | Equipo       | Pld | W | D | L | GF | GA | GD  | Pts | Clasificación                    |     | Netherlands | Greece | Hungary | Poland | Cyprus |
| --- | ------------ | --- | - | - | - | -- | -- | --- | --- | -------------------------------- | --- | ----------- | ------ | ------- | ------ | ------ |
| 1   | Países Bajos | 8   | 6 | 2 | 0 | 15 | 1  | +14 | 14  | Clasificado para el torneo final |     | —           | 1–1    | 2–0     | 0–0    | 4–0    |
| 2   | Grecia       | 8   | 4 | 1 | 3 | 12 | 13 | −1  | 9   |                                  |     | 0–3         | —      | 2–1     | 1–0    | 3–1    |
| 3   | Hungría      | 8   | 4 | 0 | 4 | 13 | 11 | +2  | 8   |                                  | 0–1 | 3–0         | —      | 5–3     | 1–0    |        |
| 4   | Polonia      | 8   | 3 | 2 | 3 | 9  | 11 | −2  | 8   |                                  | 0–2 | 2–1         | 3–2    | —       | 0–0    |        |
| 5   | Chipre       | 8   | 0 | 1 | 7 | 3  | 16 | −13 | 1   |                                  | 0–2 | 2–4         | 0–1    | 0–1     | —      |        |

1. ↑  |El partido Países Bajos - Chipre originalmente se disputó el 28 de octubre y terminó con victoria de Países Bajos por 8-0, pero el partido se vio empañado porque una bomba hecha a mano lesionó al portero chipriota Andreas Charitou. Por lo tanto, se anuló el resultado y se ordenó que el partido se volviera a jugar en otra fecha a puerta cerrada.

### Detalle de partidos
| 15 de octubre de 1986 | Polonia                     | 2:1 (2:1) | Grecia                    | Stadion Miejski, Poznan, Polonia                                   |                                                                    |
|                       | Dariusz Dziekanowski 4' 39' |           | 12' Nikolaos Anastopoulos | Asistencia: 32.500 espectadores Árbitro(s): Emilio Soriano Aladrén | Asistencia: 32.500 espectadores Árbitro(s): Emilio Soriano Aladrén |

| 15 de octubre de 1986 | Hungría | 0:1 (0:0) | Países Bajos         | Népstadion, Budapest, Hungría                            |                                                          |
|                       |         |           | 67' Marco van Basten | Asistencia: 18.000 espectadores Árbitro(s): Bruno Galler | Asistencia: 18.000 espectadores Árbitro(s): Bruno Galler |

| 12 de noviembre de 1986 | Grecia                                            | 2:1 (1:0) | Hungría       | Estadio Olímpico Spyros Louis, Atenas, Grecia                   |                                                                 |
|                         | Tasos Mitropoulos 38' · Nikolaos Anastopoulos 65' |           | 73' Imre Boda | Asistencia: 16.666 espectadores Árbitro(s): Velodi Miminoshvili | Asistencia: 16.666 espectadores Árbitro(s): Velodi Miminoshvili |

| 19 de noviembre de 1986 | Países Bajos | 0:0 (0:0) | Polonia | Estadio Olímpico de Ámsterdam, Amsterdam, Países Bajos   |  |
|                         |              |           |         | Asistencia: 52.750 espectadores Árbitro(s): Joël Quiniou |  |

| 3 de diciembre de 1986 | Chipre                                        | 2:4 (2:1) | Grecia                                                                                          | Estadio Makario, Nicosia, Chipre                               |                                                                |
|                        | Evagoras Christofi 28' · Giorgos Savvidis 41' |           | 14' Kostas Antoniou · 48' Lakis Papaioannou · 73' Kostas Batsinilas · 85' Nikolaos Anastopoulos | Asistencia: 9.583 espectadores Árbitro(s): Velitchko Tzontchev | Asistencia: 9.583 espectadores Árbitro(s): Velitchko Tzontchev |

| 21 de diciembre de 1986 | Chipre | 0:2 (0:1) | Países Bajos                      | Estadio Tsirio, Limasol, Chipre                      |                                                      |
|                         |        |           | 19' Ruud Gullit · 72' John Bosman | Asistencia: 7.483 espectadores Árbitro(s): Ioan Igna | Asistencia: 7.483 espectadores Árbitro(s): Ioan Igna |

| 14 de enero de 1987 | Grecia                                              | 3:1 (0:0) | Chipre           | Estadio Olímpico Spyros Louis, Atenas, Grecia           |                                                         |
|                     | Nikolaos Anastopoulos 54' 66' · Andreas Bonovas 63' |           | 60' Pavlos Savva | Asistencia: 41.076 espectadores Árbitro(s): Helmut Kohl | Asistencia: 41.076 espectadores Árbitro(s): Helmut Kohl |

| 8 de febrero de 1987 | Chipre | 0:1 (0:0) | Hungría       | Estadio Makario, Nicosia, Chipre                             |                                                              |
|                      |        |           | 49' Imre Boda | Asistencia: 6.000 espectadores Árbitro(s): Dragiša Komadinić | Asistencia: 6.000 espectadores Árbitro(s): Dragiša Komadinić |

| 25 de marzo de 1987 | Países Bajos         | 1:1 (0:1) | Grecia                | De Kuip, Róterdam, Países Bajos                          |                                                          |
|                     | Marco van Basten 56' |           | 5' Dimitris Saravakos | Asistencia: 43.841 espectadores Árbitro(s): Carlo Longhi | Asistencia: 43.841 espectadores Árbitro(s): Carlo Longhi |

| 12 de abril de 1987 | Polonia | 0:0 (0:0) | Chipre | Lechia Gdańsk Stadion, Gdansk, Polonia                    |  |
|                     |         |           |        | Asistencia: 25.000 espectadores Árbitro(s): Simo Ruokonen |  |

| 29 de abril de 1987 | Grecia                 | 1:0 (0:0) | Polonia | Estadio Olímpico Spyros Louis, Atenas, Grecia              |                                                            |
|                     | Dimitris Saravakos 57' |           |         | Asistencia: 68.324 espectadores Árbitro(s): Zoran Petrović | Asistencia: 68.324 espectadores Árbitro(s): Zoran Petrović |

| 29 de abril de 1987 | Países Bajos                        | 2:0 (2:0) | Hungría | De Kuip, Róterdam, Países Bajos                             |                                                             |
|                     | Ruud Gullit 37' · Arnold Mühren 40' |           |         | Asistencia: 53.035 espectadores Árbitro(s): George Courtney | Asistencia: 53.035 espectadores Árbitro(s): George Courtney |

| 17 de mayo de 1987 | Hungría                                                                            | 5:3 (1:1) | Polonia                                                               | Népstadion, Budapest, Hungría                           |                                                         |
|                    | István Vincze 38' · Lajos Détári 62' 75' · Zoltán Péter 65' · Tamás Preszeller 88' |           | 26' Dariusz Marciniak · 58' Włodzimierz Smolarek · 80' Roman Wójcicki | Asistencia: 8.000 espectadores Árbitro(s): Adolf Prokop | Asistencia: 8.000 espectadores Árbitro(s): Adolf Prokop |

| 23 de septiembre de 1987 | Polonia                                                               | 3:2 (1:1) | Hungría                                 | Estadio del Ejército Polaco, Varsovia, Polonia         |                                                        |
|                          | Dariusz Dziekanowski 6' · Ryszard Tarasiewicz 58' · Marek Leśniak 62' |           | 10' György Bognár · 64' Ferenc Mészáros | Asistencia: 12.000 espectadores Árbitro(s): Ihsan Türe | Asistencia: 12.000 espectadores Árbitro(s): Ihsan Türe |

| 14 de octubre de 1987 | Polonia | 0:2 (0:2) | Países Bajos        | Estadio Ernest Pohl, Zabrze, Polonia                         |                                                              |
|                       |         |           | 30' 38' Ruud Gullit | Asistencia: 21.500 espectadores Árbitro(s): Robert Valentine | Asistencia: 21.500 espectadores Árbitro(s): Robert Valentine |

| 14 de octubre de 1987 | Hungría                                                   | 3:0 (3:0) | Grecia | Népstadion, Budapest, Hungría                           |                                                         |
|                       | Lajos Détári 4' · György Bognár 12' · Ferenc Mészáros 15' |           |        | Asistencia: 8.000 espectadores Árbitro(s): Dieter Pauly | Asistencia: 8.000 espectadores Árbitro(s): Dieter Pauly |

| 11 de noviembre de 1987 | Chipre | 0:1 (0:0) | Polonia           | Estadio Tsirio, Limasol, Chipre                                |                                                                |
|                         |        |           | 74' Marek Leśniak | Asistencia: 2.497 espectadores Árbitro(s): Dimitar Charlatchki | Asistencia: 2.497 espectadores Árbitro(s): Dimitar Charlatchki |

| 2 de diciembre de 1987 | Hungría            | 1:0 (0:0) | Chipre | Népstadion, Budapest, Hungría                                  |                                                                |
|                        | József Kiprich 88' |           |        | Asistencia: 2.500 espectadores Árbitro(s): Ștefan Dan Petrescu | Asistencia: 2.500 espectadores Árbitro(s): Ștefan Dan Petrescu |

| 9 de diciembre de 1987 | Países Bajos                                | 4:0 (2:0) | Chipre | Estadio De Meer, Amsterdam, Países Bajos            |                                                     |
|                        | John Bosman 34' 43' 66' · Ronald Koeman 63' |           |        | Asistencia: 300 espectadores Árbitro(s): Ivan Gregr | Asistencia: 300 espectadores Árbitro(s): Ivan Gregr |

| 16 de diciembre de 1987 | Grecia | 0:3 (0:1) | Países Bajos                              | Estadio Diagoras, Rodas, Grecia                          |                                                          |
|                         |        |           | 18' Ronald Koeman · 76' 81' Hans Gillhaus | Asistencia: 3.432 espectadores Árbitro(s): Keith Hackett | Asistencia: 3.432 espectadores Árbitro(s): Keith Hackett |

### Grupo 6
| Pos | Equipo         | Pld | W | D | L | GF | GA | GD | Pts | Clasificación                   |     | Denmark | Czechoslovakia | Wales | Finland |
| --- | -------------- | --- | - | - | - | -- | -- | -- | --- | ------------------------------- | --- | ------- | -------------- | ----- | ------- |
| 1   | Dinamarca      | 6   | 3 | 2 | 1 | 4  | 2  | +2 | 8   | Clasificado par el torneo final |     | —       | 1–1            | 1–0   | 1–0     |
| 2   | Checoslovaquia | 6   | 2 | 3 | 1 | 7  | 5  | +2 | 7   |                                 |     | 0–0     | —              | 2–0   | 3–0     |
| 3   | Gales          | 6   | 2 | 2 | 2 | 7  | 5  | +2 | 6   |                                 | 1–0 | 1–1     | —              | 4–0   |         |
| 4   | Finlandia      | 6   | 1 | 1 | 4 | 4  | 10 | −6 | 3   |                                 | 0–1 | 3–0     | 1–1            | —     |         |

### Detalle de partidos
| 10 de septiembre de 1986 | Finlandia     | 1:1 (1:0) | Gales            | Estadio Olímpico de Helsinki, Helsinki, Finlandia        |                                                          |
|                          | Ari Hjelm 11' |           | 68' Neil Slatter | Asistencia: 9.840 espectadores Árbitro(s): Gerald Losert | Asistencia: 9.840 espectadores Árbitro(s): Gerald Losert |

| 15 de octubre de 1986 | Checoslovaquia                                        | 3:0 (2:0) | Finlandia | Stadion Za Lužánkami, Brno, Checoslovaquia                        |                                                                   |
|                       | Petr Janečka 28' · Ivo Knoflíček 43' · Karel Kula 67' |           |           | Asistencia: 26.351 espectadores Árbitro(s): Gerassimos Germanakos | Asistencia: 26.351 espectadores Árbitro(s): Gerassimos Germanakos |

| 29 de octubre de 1986 | Dinamarca               | 1:0 (0:0) | Finlandia | Idrætsparken, Copenhague, Dinamarca                                |                                                                    |
|                       | Jens Jørn Bertelsen 68' |           |           | Asistencia: 40.300 espectadores Árbitro(s): Thomas Oliver Donnelly | Asistencia: 40.300 espectadores Árbitro(s): Thomas Oliver Donnelly |

| 12 de noviembre de 1986 | Checoslovaquia | 0:0 (0:0) | Dinamarca | Tehelné pole, Bratislava, Checoslovaquia                  |  |
|                         |                |           |           | Asistencia: 47.042 espectadores Árbitro(s): Alexis Ponnet |  |

| 1 de abril de 1987 | Gales                                                               | 4:0 (2:0) | Finlandia | Racecourse Ground, Wrexham, Gales                             |                                                               |
|                    | Ian Rush 7' · Glyn Hodges 28' · David Phillips 63' · Andy Jones 86' |           |           | Asistencia: 7.696 espectadores Árbitro(s): Ignace van Swieten | Asistencia: 7.696 espectadores Árbitro(s): Ignace van Swieten |

| 29 de abril de 1987 | Finlandia | 0:1 (0:0) | Dinamarca     | Estadio Olímpico de Helsinki, Helsinki, Finlandia            |                                                              |
|                     |           |           | 53' Jan Mølby | Asistencia: 29.197 espectadores Árbitro(s): Dimitar Dimitrov | Asistencia: 29.197 espectadores Árbitro(s): Dimitar Dimitrov |

| 29 de abril de 1987 | Gales        | 1:1 (0:0) | Checoslovaquia    | Racecourse Ground, Wrexham, Gales                                    |                                                                      |
|                     | Ian Rush 82' |           | 74' Ivo Knoflíček | Asistencia: 14.150 espectadores Árbitro(s): Krzysztof Czemarmazowicz | Asistencia: 14.150 espectadores Árbitro(s): Krzysztof Czemarmazowicz |

| 3 de junio de 1987 | Dinamarca     | 1:1 (1:0) | Checoslovaquia | Idrætsparken, Copenhague, Dinamarca                       |                                                           |
|                    | Jan Mølby 16' |           | 48' Ivan Hašek | Asistencia: 46.300 espectadores Árbitro(s): Claudio Pieri | Asistencia: 46.300 espectadores Árbitro(s): Claudio Pieri |

| 9 de septiembre de 1987 | Finlandia                                         | 3:0 (1:0) | Checoslovaquia | Estadio Olímpico de Helsinki, Helsinki, Finlandia       |                                                         |
|                         | Ari Hjelm 29' · Ismo Lius 71' · Petri Tiainen 82' |           |                | Asistencia: 6.430 espectadores Árbitro(s): Neil Midgley | Asistencia: 6.430 espectadores Árbitro(s): Neil Midgley |

| 9 de septiembre de 1987 | Gales           | 1:0 (1:0) | Dinamarca | Ninian Park, Cardiff, Gales                                    |                                                                |
|                         | Mark Hughes 19' |           |           | Asistencia: 20.535 espectadores Árbitro(s): Siegfried Kirschen | Asistencia: 20.535 espectadores Árbitro(s): Siegfried Kirschen |

| 14 de octubre de 1987 | Dinamarca                | 1:0 (0:0) | Gales | Idrætsparken, Copenhague, Dinamarca                   |                                                       |
|                       | Preben Elkjær Larsen 50' |           |       | Asistencia: 44.500 espectadores Árbitro(s): Ioan Igna | Asistencia: 44.500 espectadores Árbitro(s): Ioan Igna |

| 11 de noviembre de 1987 | Checoslovaquia                       | 2:0 (1:0) | Gales | Estadio Letná, Praga, Checoslovaquia                        |                                                             |
|                         | Ivo Knoflíček 32' · Michal Bílek 89' |           |       | Asistencia: 6.443 espectadores Árbitro(s): Erik Fredriksson | Asistencia: 6.443 espectadores Árbitro(s): Erik Fredriksson |

### Grupo 7
| Pos | Equipo     | Pld | W | D | L | GF | GA | GD  | Pts | Clasificación                    |     | Republic of Ireland | Bulgaria | Belgium | Scotland | Luxembourg |
| --- | ---------- | --- | - | - | - | -- | -- | --- | --- | -------------------------------- | --- | ------------------- | -------- | ------- | -------- | ---------- |
| 1   | Irlanda    | 8   | 4 | 3 | 1 | 10 | 5  | +5  | 11  | Clasificado para el torneo final |     | —                   | 2–0      | 0–0     | 0–0      | 2–1        |
| 2   | Bulgaria   | 8   | 4 | 2 | 2 | 12 | 6  | +6  | 10  |                                  |     | 2–1                 | —        | 2–0     | 0–1      | 3–0        |
| 3   | Bélgica    | 8   | 3 | 3 | 2 | 16 | 8  | +8  | 9   |                                  | 2–2 | 1–1                 | —        | 4–1     | 3–0      |            |
| 4   | Escocia    | 8   | 3 | 3 | 2 | 7  | 5  | +2  | 9   |                                  | 0–1 | 0–0                 | 2–0      | —       | 3–0      |            |
| 5   | Luxemburgo | 8   | 0 | 1 | 7 | 2  | 23 | −21 | 1   |                                  | 0–2 | 1–4                 | 0–6      | 0–0     | —        |            |

### Detalle de partidos
| 10 de septiembre de 1986 | Bélgica                           | 2:2 (1:1) | Irlanda                              | Estadio Rey Balduino, Bruselas, Bélgica               |                                                       |
|                          | Nico Claesen 14' · Enzo Scifo 69' |           | 18' Frank Stapleton · 90' Liam Brady | Asistencia: 22.212 espectadores Árbitro(s): Ioan Igna | Asistencia: 22.212 espectadores Árbitro(s): Ioan Igna |

| 10 de septiembre de 1986 | Escocia | 0:0 (0:0) | Bulgaria | Hampden Park, Glasgow, Escocia                               |  |
|                          |         |           |          | Asistencia: 35.070 espectadores Árbitro(s): Erik Fredriksson |  |

| 14 de octubre de 1986 | Luxemburgo | 0:6 (0:3) | Bélgica                                                                               | Estadio Josy Barthel, Luxemburgo, Luxemburgo                        |                                                                     |
|                       |            |           | 6' Eric Gerets · 9' 54' 89' Nico Claesen · 41' Franky Vercauteren · 87' Jan Ceulemans | Asistencia: 9.534 espectadores Árbitro(s): Krzysztof Czemarmazowicz | Asistencia: 9.534 espectadores Árbitro(s): Krzysztof Czemarmazowicz |

| 15 de octubre de 1986 | Irlanda | 0:0 (0:0) | Escocia | Lansdowne Road, Dublín, Irlanda                         |  |
|                       |         |           |         | Asistencia: 48.000 espectadores Árbitro(s): Einar Halle |  |

| 12 de noviembre de 1986 | Escocia                                | 3:0 (2:0) | Luxemburgo | Hampden Park, Glasgow, Escocia                                   |                                                                  |
|                         | Davie Cooper 24' 38' · Mo Johnston 70' |           |            | Asistencia: 35.078 espectadores Árbitro(s): Eysteinn Guðmundsson | Asistencia: 35.078 espectadores Árbitro(s): Eysteinn Guðmundsson |

| 19 de noviembre de 1986 | Bélgica          | 1:1 (0:0) | Bulgaria           | Estadio Rey Balduino, Bruselas, Bélgica                                |                                                                        |
|                         | Pier Janssen 48' |           | 62' Lachezar Tanev | Asistencia: 22.780 espectadores Árbitro(s): Victoriano Sánchez Arminio | Asistencia: 22.780 espectadores Árbitro(s): Victoriano Sánchez Arminio |

| 18 de febrero de 1987 | Escocia | 0:1 (0:1) | Irlanda           | Hampden Park, Glasgow, Escocia                                 |                                                                |
|                       |         |           | 8' Mark Lawrenson | Asistencia: 45.081 espectadores Árbitro(s): Henk van Ettekoven | Asistencia: 45.081 espectadores Árbitro(s): Henk van Ettekoven |

| 1 de abril de 1987 | Bulgaria               | 2:1 (1:0) | Irlanda             | Estadio Vasil Levski, Sofía, Bulgaria                            |                                                                  |
|                    | Lachezar Tanev 41' 82' |           | 53' Frank Stapleton | Asistencia: 35.247 espectadores Árbitro(s): Carlos Silva Valente | Asistencia: 35.247 espectadores Árbitro(s): Carlos Silva Valente |

| 1 de abril de 1987 | Bélgica                                           | 4:1 (1:1) | Escocia         | Estadio Constant Vanden Stock, Bruselas, Bélgica           |                                                            |
|                    | Nico Claesen 10' 55' 86' · Franky Vercauteren 75' |           | 14' Paul McStay | Asistencia: 26.650 espectadores Árbitro(s): Michel Vautrot | Asistencia: 26.650 espectadores Árbitro(s): Michel Vautrot |

| 29 de abril de 1987 | Irlanda | 0:0 (0:0) | Bélgica | Lansdowne Road, Dublín, Irlanda                            |  |
|                     |         |           |         | Asistencia: 49.000 espectadores Árbitro(s): Heinz Holzmann |  |

| 30 de abril de 1987 | Luxemburgo        | 1:4 (0:0) | Bulgaria                                                                     | Estadio Josy Barthel, Luxemburgo, Luxemburgo                    |                                                                 |
|                     | Robby Langers 59' |           | 49' Ayan Sadakov · 55' Nasko Sirakov · 62' Lachezar Tanev · 82' Hristo Kolev | Asistencia: 1.920 espectadores Árbitro(s): Guðmundur Haraldsson | Asistencia: 1.920 espectadores Árbitro(s): Guðmundur Haraldsson |

| 20 de mayo de 1987 | Bulgaria                                                   | 3:0 (2:0) | Luxemburgo | Estadio Vasil Levski, Sofía, Bulgaria                       |                                                             |
|                    | Nasko Sirakov 25' · Georgi Iordanov 39' · Hristo Kolev 56' |           |            | Asistencia: 14.756 espectadores Árbitro(s): Ion Crăciunescu | Asistencia: 14.756 espectadores Árbitro(s): Ion Crăciunescu |

| 28 de mayo de 1987 | Luxemburgo | 0:2 (0:1) | Irlanda                             | Estadio Josy Barthel, Luxemburgo, Luxemburgo             |                                                          |
|                    |            |           | 44' Tony Galvin · 64' Ronnie Whelan | Asistencia: 4.965 espectadores Árbitro(s): Renzo Peduzzi | Asistencia: 4.965 espectadores Árbitro(s): Renzo Peduzzi |

| 9 de septiembre de 1987 | Irlanda                                | 2:1 (1:1) | Luxemburgo       | Lansdowne Road, Dublín, Irlanda                          |                                                          |
|                         | Frank Stapleton 31' · Paul McGrath 75' |           | 28' Armin Krings | Asistencia: 18.000 espectadores Árbitro(s): Keith Cooper | Asistencia: 18.000 espectadores Árbitro(s): Keith Cooper |

| 23 de septiembre de 1987 | Bulgaria                               | 2:0 (1:0) | Bélgica | Estadio Vasil Levski, Sofía, Bulgaria                             |                                                                   |
|                          | Nasko Sirakov 19' · Lachezar Tanev 70' |           |         | Asistencia: 60.000 espectadores Árbitro(s): Karl-Heinz Tritschler | Asistencia: 60.000 espectadores Árbitro(s): Karl-Heinz Tritschler |

| 14 de octubre de 1987 | Irlanda                            | 2:0 (0:0) | Bulgaria | Lansdowne Road, Dublín, Irlanda                        |                                                        |
|                       | Paul McGrath 52' · Kevin Moran 83' |           |          | Asistencia: 26.000 espectadores Árbitro(s): Jan Keizer | Asistencia: 26.000 espectadores Árbitro(s): Jan Keizer |

| 14 de octubre de 1987 | Escocia                            | 2:0 (1:0) | Bélgica | Hampden Park, Glasgow, Escocia                            |                                                           |
|                       | Ally McCoist 14' · Paul McStay 79' |           |         | Asistencia: 16.052 espectadores Árbitro(s): Paolo Casarin | Asistencia: 16.052 espectadores Árbitro(s): Paolo Casarin |

| 11 de noviembre de 1987 | Bélgica                                                | 3:0 (1:0) | Luxemburgo | Estadio Rey Balduino, Bruselas, Bélgica                |                                                        |
|                         | Jan Ceulemans 17' · Marc Degryse 55' · Peter Crève 81' |           |            | Asistencia: 2.504 espectadores Árbitro(s): Egil Nervik | Asistencia: 2.504 espectadores Árbitro(s): Egil Nervik |

| 11 de noviembre de 1987 | Bulgaria | 0:1 (0:0) | Escocia         | Estadio Vasil Levski, Sofía, Bulgaria                   |                                                         |
|                         |          |           | 86' Gary Mackay | Asistencia: 49.976 espectadores Árbitro(s): Helmut Kohl | Asistencia: 49.976 espectadores Árbitro(s): Helmut Kohl |

| 2 de diciembre de 1987 | Luxemburgo | 0:0 (0:0) | Escocia | Stade de la Frontière, Esch-sur-Alzette, Luxemburgo       |  |
|                        |            |           |         | Asistencia: 1.999 espectadores Árbitro(s): Manfred Neuner |  |

## Goleadores
Se marcaron 287 goles en el curso de 117 partidos, con una media de 2.45 goles por partido.
9 goles
- John Bosman[note 1]

7 goles
- Nico Claesen

6 goles
- Alessandro Altobelli
- Johnny Ekström

5 goles
- Lachezar Tanev
- Andreas Thom
- Gary Lineker
- Nikos Anastopoulos
- Ruud Gullit[note 1]

4 goles
- Ulf Kirsten
- Gianluca Vialli
- Igor Belanov
- Georges Bregy
- Zlatko Vujović

3 goles
- Toni Polster
- Nasko Sirakov
- Ivo Knoflíček
- John Barnes
- Lajos Détári
- Carmel Busuttil
- Dariusz Dziekanowski
- Frank Stapleton
- Gheorghe Hagi
- José Mari Bakero
- Míchel

2 goles
- Manfred Linzmaier
- Jan Ceulemans
- Franky Vercauteren
- Hristo Kolev
- Jan Mølby
- Peter Beardsley
- Bryan Robson
- Chris Waddle
- Ari Hjelm
- Dimitris Saravakos
- Imre Boda
- György Bognár
- Ferenc Mészáros
- Hans Gillhaus
- Ronald Koeman
- Marco van Basten
- Jørn Andersen
- Marek Leśniak
- Jorge Plácido
- Paul McGrath
- Ștefan Iovan
- Victor Pițurcă
- Davie Cooper
- Paul McStay
- Oleksandr Zavarov
- Eloy Olaya
- Peter Larsson
- Ian Rush
- Faruk Hadžibegić
- Srečko Katanec
- Fadil Vokrri

1 gol
- Sokol Kushta
- Shkëlqim Muça
- Andreas Ogris
- Peter Crève
- Marc Degryse
- Eric Gerets
- Pier Janssen
- Enzo Scifo
- Ayan Sadakov
- Georgi Yordanov
- Evagoras Christofi
- Pavlos Savva
- Giorgos Savvidis
- Michal Bílek
- Ivan Hašek
- Petr Janečka
- Karel Kula
- Jens Jørn Bertelsen
- Preben Elkjær
- Thomas Doll
- Matthias Döschner
- Rainer Ernst
- Ralf Minge
- Tony Adams
- Viv Anderson
- Steve Hodge
- Gary Mabbutt
- Neil Webb
- Ismo Lius
- Petri Tiainen
- Philippe Fargeon
- Carmelo Micciche
- Yannick Stopyra
- José Touré
- Kostas Antoniou
- Kostas Batsinilas
- Andreas Bonovas
- Tasos Mitropoulos
- Lakis Papaioannou
- József Kiprich
- Zoltán Péter
- Tamás Preszeller
- István Vincze
- Atli Eðvaldsson
- Arnór Guðjohnsen
- Pétur Ormslev
- Pétur Pétursson
- Salvatore Bagni
- Giuseppe Bergomi
- Luigi De Agostini
- Roberto Donadoni
- Riccardo Ferri
- Giuseppe Giannini
- Armin Krings
- Robby Langers
- Dennis Mizzi
- Arnold Mühren
- Ronald Spelbos[note 1]
- John van 't Schip[note 1]
- Colin Clarke
- Jimmy Quinn
- Jan Kristian Fjærestad
- Per Edmund Mordt
- Tom Sundby
- Dariusz Marciniak
- Włodzimierz Smolarek
- Ryszard Tarasiewicz
- Roman Wójcicki
- José Coelho
- Manuel Fernandes
- Fernando Gomes
- Frederico Rosa
- Liam Brady
- Tony Galvin
- Mark Lawrenson
- Kevin Moran
- Ronnie Whelan
- László Bölöni
- Adrian Bumbescu
- Michael Klein
- Marius Lăcătuș
- Dorin Mateuț
- Nicolae Ungureanu
- Mo Johnston
- Gary Mackay
- Ally McCoist
- Sergei Aleinikov
- Oleg Blokhin
- Vagiz Khidiyatullin
- Hennadiy Lytovchenko
- Oleksiy Mykhaylychenko
- Oleh Protasov
- Vasyl Rats
- Tengiz Sulakvelidze
- Juan Carlos Arteche
- Ramón Calderé
- Francisco José Carrasco
- Joaquín
- Francisco Llorente
- Manuel Sanchís
- Stig Fredriksson
- Glenn Hysén
- Mats Magnusson
- Glenn Strömberg
- Jean-Paul Brigger
- André Egli
- Andy Halter
- Martin Weber
- Hans-Peter Zwicker
- Yusuf Altıntaş
- Feyyaz Uçar
- Glyn Hodges
- Mark Hughes
- Andy Jones
- David Phillips
- Neil Slatter
- Ljubomir Radanović
- Dejan Savićević
- Dragan Stojković